# Азербайджано-словенские отношения
Азербайджано-словенские отношения — двусторонние отношения между Азербайджаном и Словенией в политической, экономической и иных сферах.

## Дипломатические отношения
Словения признала независимость Азербайджана 27 декабря 1991 года. Дипломатические отношения установлены 20 февраля 1996 года.
Посольство Азербайджана в Австрии одновременно является посольством Азербайджана в Словении.
В Баку действует почётное консульство Словении. Посол Словении в Турции одновременно является нерезидентным послом Словении в Азербайджане. 
Почётным консулом Словении в Азербайджане является Эльнур Аллахвердиев. 
В парламенте Азербайджана действует двусторонняя рабочая группа по отношениям со Словенией. Руководитель группы — Агалар Велиев.
В Государственном собрании Словении действует рабочая группа по отношениям с Азербайджаном. Руководитель группы — Матьяш Немец.
Между странами подписано 12 договоров, в том числе:
- О сотрудничестве в области информационно-коммуникационных технологий (28 августа 2007)[3]
- О сотрудничестве в области культуры, образования и  науки (9 июня 2011)[4]

## В области экономики
1 августа 2024 года начаты поставки газа из Азербайджана в Словению.
Действует Конвенция об избежании двойного налогообложения на доходы и имущество и предотвращении уклонения от уплаты налогов от 9 июня 2011 года.
Объём товарооборота (млн. долл.)
| Год  | Экспорт Азербайджана | Импорт Азербайджана | Сумма товарооборота |
| ---- | -------------------- | ------------------- | ------------------- |
| 2020 | 0,00                 | 20 705,90           | 20 705,90           |
| 2021 | 4 271,66             | 19 692,92           | 23 964,58           |
| 2022 | 1 162,32             | 24 349,72           | 25 512,04           |
| 2023 | 11 124,94            | 28 702,16           | 39 827,1            |
| 2024 | 8 130,63             | 21 949,61           | 30 080,24           |

Экспорт Словении: лекарственные средства, оборудование.
Экспорт Азербайджана: нефть, метанол.

## В области культуры
В городе Нова-Горица действует общество словенско-азербайджанской дружбы.